# Yoidore tenshi
Yoidore tenshi (prt: O Anjo Bêbedo; bra: O Anjo Embriagado) é um filme japonês de 1948, dirigido por Akira Kurosawa com roteiro de Keinosuke Uekusa e do próprio diretor.

## Elenco
- Takashi Shimura – dr. Sanada
- Toshirō Mifune – Matsunaga
- Reisaburo Yamamoto – Okada
- Michiyo Kogure – Nanae
- Chieko Nakakita – enfermeira Miyo